# Michele Gortani
Michele Gortani (Lugo, 16 gennaio 1883 – Tolmezzo, 24 gennaio 1966) è stato un geologo, paleontologo e politico italiano.

## Biografia
Laureatosi all'Università di Bologna in Scienze naturali nel 1904, sino al 1910 ha svolto attività di assistenza e ricerca sia presso l'Istituto di geologia e paleontologia del predetto ateneo, sia presso l'Istituto di pedologia dell'Università degli Studi di Perugia. Eletto deputato nel 1913, la sua attività nell'ambito della XXIV legislatura del Regno d'Italia, conclusasi nel 1919, è stata inframmezzata dalla partecipazione come volontario nella prima guerra mondiale, attivandosi per i profughi della Carnia e rischiando la corte marziale per aver criticato le scelte militari prima della disfatta di Caporetto.
Nel 1922 ha vinto la cattedra di Geologia presso l'ateneo di Cagliari, trasferendosi tuttavia, nel giro di un biennio, prima all'Università degli Studi di Pavia e poi, nel 1924, succedendo nella stessa cattedra a Giovanni Capellini, all'ateneo di Bologna, dove è rimasto sino al collocamento a riposo, ricevendone la nomina a professore emerito nel 1953. Qui, peraltro, è stato lungamente direttore del ricordato Istituto di geologia e paleontologia, di cui ha arricchito biblioteca e museo, in particolare con materiale relativo al paleozoico Mediterraneo. Ha anche fondato e diretto il Giornale di Geologia.
Autore di oltre 300 pubblicazioni scientifiche e letterarie, ha rivestito nella sua opera particolare importanza la missione geologica nella Dancalia svoltasi, tra il 1936 e il 1938, per conto dell'Agip e sotto l'egida dell'Accademia d'Italia. Della regione, assieme a Angelo Bianchi, ha realizzato la relativa rappresentazione cartografica. I suoi lavori geologici hanno riguardato soprattutto le Alpi Carniche, la Sardegna e l'Africa Orientale Italiana, nonché la ricerca e la genesi degli idrocarburi.
Eletto all'Assemblea Costituente, ha partecipato anche alla I legislatura del Senato della Repubblica Italiana. Socio dell'Accademia dei Lincei, dell'Accademia delle Scienze di Torino e dell'Istituto veneto di scienze, lettere ed arti, Gortani è stato presidente della Società Geologica Italiana nel 1926 e nel 1947. Fondatore dell'Istituto Italiano di Speleologia, a lui sono stati dedicati il Museo carnico di arti e tradizioni popolari di Tolmezzo, il Museo Paleontologico di Portogruaro, due grotte, rispettivamente nei territori di Chiusaforte e di Zola Predosa, nonché la gortanella, un genere fossilifero del permiano austriaco scoperto nel 1966.
Il 3 dicembre 1963, il pubblico ministero bellunese Arcangelo Mandarino lo incaricò della prima perizia di accertamento sulla frana del Vajont.

## Pubblicazioni
- Michele Gortani, Appunti per una classificazione delle doline, in Mondo Sotterraneo, Udine.